# Arc de cercle

Un arc de cercle (parme) de rayon R et de longueur d, avec son angle au centre α, sa corde 2c et sa flèche t

Un arc de cercle est une portion de cercle limitée par deux points. Deux points A et B d'un cercle découpent celui-ci en deux arcs. Quand les points ne sont pas diamétralement opposés, l'un des arcs est plus petit qu'un demi-cercle et l'autre plus grand qu'un demi-cercle. Le plus petit des arcs est, en général,  noté {\displaystyle {\overset {~~_{_{\displaystyle \frown }}}{AB}}} et l'autre parfois noté {\displaystyle {\overset {~~_{_{\displaystyle \smile }}}{AB}}}.

## Vocabulaire

Arcs de cercle délimités par deux points N et W: en orange, l'arc de cercle associé à l'angle au centre saillant, en vert celui associé à l'angle au centre rentrant.

On considère un cercle de centre O, et un arc d'extrémités A et B.
- le segment [AB] est appelée une corde. On dit qu'elle sous-tend l'arc AB et que l'arc AB est sous-tendu par la corde  [AB].
- la droite passant par le milieu de la corde et perpendiculaire à celle-ci s'appelle la flèche. On appelle aussi flèche la distance entre le milieu de la corde et le milieu de l'arc.

Les termes d'arc, corde et flèche sont directement inspirés du dessin que forment ces trois éléments et qui ressemble à l'arc de l'archer.
- Le secteur angulaire délimité par les demi-droites [OA) et [OB) et contenant l'arc AB est appelant angle au centre interceptant l'arc AB. On parle aussi d'angle au centre pour la mesure de ce secteur angulaire. Si l'arc AB est plus grand qu'un demi-cercle, son angle au centre est plus grand qu'un angle plat et il est dit rentrant. Dans le cas contraire, l'angle au centre est saillant. Les deux angles sont supplémentaires.
- Si M est un point du cercle non situé sur l'arc  AB, le secteur angulaire délimité par les demi-droites [MA) et [MB) et contenant l'arc AB est appelé angle inscrit interceptant l'arc AB. Le théorème de l'angle inscrit et de l'angle au centre permet de dire que la valeur de l'angle inscrit interceptant l'arc AB est indépendante de la position du point M.
- L'ensemble des points M tels que  {\displaystyle {\widehat {AMB}}=\alpha } est un arc de cercle d'angle au centre 2α et portant le nom d'arc capable.
- La portion de plan comprise entre un arc et sa corde est un  segment circulaire.
- La portion de plan comprise entre l'arc AB et les segments [OA] et [OB] est un secteur circulaire.
- En dimension trois, si on fait tourner un arc de cercle autour d'un diamètre du cercle, on obtient une portion de sphère appelée zone sphérique.

## Dimensions
- La longueur d'un arc de cercle de rayon {\displaystyle R} et  d'angle au centre {\displaystyle \alpha \!} (mesuré en radians) est égale à

{\displaystyle d=\alpha R\,\!}.
Si l'angle est exprimé en degrés {\displaystyle \alpha ^{\circ }\,\!} , sa mesure en radians est donnée par la relation :
{\displaystyle \alpha ={\frac {\alpha ^{\circ }}{180}}\pi {\text{ ;}}}
et donc la longueur de l'arc vaut également (quand l'angle est en degrés) :
{\displaystyle d={\frac {\alpha ^{\circ }\pi R}{180}}{\text{.}}}
- Les longueurs 2c et t de la corde et la flèche valent :

{\displaystyle 2c=2R\sin(\alpha /2),\quad t=R\left(1-\cos(\alpha /2)\right)=R{\textrm {versin}}(\alpha /2)}
où versin est la fonction sinus verse.
- La distance  entre la corde et le centre est:

{\displaystyle a=R\cos(\alpha /2)}
La connaissance de deux des cinq valeurs : rayon, corde, flèche, longueur et angle au centre; permet, à une exception près, de déterminer les trois autres :
| Rayon                                                      | Corde                                                                      | Flèche                                                                      | Longueur                                                                                                  | Angle au centre                                                                        |
| ---------------------------------------------------------- | -------------------------------------------------------------------------- | --------------------------------------------------------------------------- | --- | -------------------------------------------------------------------------------------- |
| R                                                          | {\displaystyle 2R\sin(\alpha /2)}                                          | {\displaystyle R\,{\textrm {versin}}(\alpha /2)}                            | αR | α                                                                                      |
| R                                                          | {\displaystyle 2R\sin(d/2R)}                                               | {\displaystyle R\,{\textrm {versin}}(d/2R)}                                 | d | d/R                                                                                    |
| R                                                          | {\displaystyle {\sqrt {2Rt-t^{2}}}}                                        | t                                                                           | {\displaystyle 2R{\textrm {versin}}^{-1}(t/R)}                                                            | {\displaystyle 2{\textrm {versin}}^{-1}(t/R)}                                          |
| R                                                          | 2c                                                                         | {\displaystyle R\mp {\sqrt {R^{2}-c^{2}}}}                                  | {\displaystyle 2R\arcsin(c/R)} ou {\displaystyle 2\pi R-2R\arcsin(c/R)}                                   | {\displaystyle 2\arcsin(c/R)} ou {\displaystyle 2\pi -2\arcsin(c/R)}                   |
| {\displaystyle {\frac {c}{\sin(\alpha /2)}}}               | 2c                                                                         | {\displaystyle {\frac {c\,{\textrm {versin}}(\alpha /2)}{\sin(\alpha /2)}}} | {\displaystyle {\frac {\alpha c}{\sin(\alpha /2)}}}                                                       | α                                                                                      |
| d/α                                                        | 2c                                                                         | {\displaystyle d{\frac {{\textrm {versin}}(\alpha /2)}{\alpha }}}           | d | α t.q. {\displaystyle {\frac {\sin(\alpha /2)}{\alpha }}={\frac {c}{d}}}               |
| {\displaystyle {\frac {c^{2}+t^{2}}{2t}}}                  | 2c                                                                         | t                                                                           | {\displaystyle {\frac {c^{2}+t^{2}}{t}}{\textrm {versin}}^{-1}\left({\frac {2t^{2}}{c^{2}+t^{2}}}\right)} | {\displaystyle 2{\textrm {versin}}^{-1}\left({\frac {2t^{2}}{c^{2}+t^{2}}}\right)}     |
| {\displaystyle {\frac {t}{{\textrm {versin}}(\alpha /2)}}} | {\displaystyle {\frac {2t\sin(\alpha /2)}{{\textrm {versin}}(\alpha /2)}}} | t                                                                           | {\displaystyle {\frac {\alpha t}{{\textrm {versin}}(\alpha /2)}}}                                         | α                                                                                      |
| d/α                                                        | {\displaystyle d{\frac {\sin(\alpha /2)}{\alpha /2}}}                      | t                                                                           | d | α t.q. {\displaystyle {\frac {{\textrm {versin}}(\alpha /2)}{\alpha }}={\frac {t}{d}}} |
| d/α                                                        | {\displaystyle d{\frac {\sin(\alpha /2)}{\alpha /2}}}                      | {\displaystyle d{\frac {{\textrm {versin}}(\alpha /2)}{\alpha }}}           | d | α                                                                                      |

## Centre de gravité
Le centre de gravité d'un arc de cercle est situé sur l'axe de symétrie de cet arc (sur la flèche) et à une distance du centre égale à Rlongueur de la corde AB/longueur de l'arc AB. Soit:
{\displaystyle OG=R{\frac {AB}{\overset {~~_{_{\displaystyle \frown }}}{AB}}}=R{\frac {2c}{d}}=R{\frac {\sin(\alpha /2)}{\alpha /2}}}